# Królestwo Inflant
Królestwo Inflant – feudalne państwo, istniejące w latach 1570–1578 na terenie Inflant w okresie wojen o Dominium Maris Baltici. Zostało utworzone na terenach odebranych Rzeczypospolitej Obojga Narodów przez armię cara Iwana IV Groźnego. 
W czasie swojego istnienia państwo znajdowało się pod protektoratem Carstwa Rosyjskiego. Władca Królestwa Inflant, Magnus Inflancki był lennikiem cara Iwana IV Groźnego.

## Literatura
- Andres Adamson. Prelude to the birth of the Kingdom of Livonia. Acta Historica Tallinnensia 14/2009
- Stewart Oakley. War and Peace in the Baltic, 1560-1790. London, New York 1992. ISBN 0-415-02472-2